# 3605 Davy
3605 Davy è un asteroide della fascia principale. Scoperto nel 1932, presenta un'orbita caratterizzata da un semiasse maggiore pari a 2,2516154 UA e da un'eccentricità di 0,0800986, inclinata di 3,92073° rispetto all'eclittica.
L'asteroide è dedicato a Davy De Winter, figlio dell'amministratrice dell'Osservatorio Reale del Belgio, la signora Asselberghs.